# 泊居郡
泊居郡（日语：／ Tomarioru gun */?）是日本統治下的樺太廳的一個已不存在的郡，現在名為托马里。
地名來自於阿伊努語的「tomari-oro」（港灣內部）。
轄有以下1町2村。
- 泊居町
- 名寄村
- 久春内村

在法律上于1949年6月1日国家行政組織法施行后廢除。
1. ↑  南樺太:概要・地名解・史実 p.338